# Canoa/kayak ai Giochi della XIX Olimpiade - C2 1000 metri maschile
La competizione del C2 1000 metri maschile di Canoa/kayak ai Giochi della XIX Olimpiade si è disputata nei giorni dal 22 al 25 ottobre 1968 nella Pista Olímpica de Remo y Canotaje Virgilio Uribe del Canal de Cuemanco, Città del Messico. 

## Programma
| Data            | Round      | Nota                                        |
| --------------- | ---------- | ------------------------------------------- |
| 22 ottobre 1968 | 2 Batterie | I primi 3 in finale. I restanti ai recuperi |
| 24 ottobre 1968 | 1 Recupero | I primi 3 in finale                         |
| 25 ottobre 1968 | Finale     |                                             |

## Risultati

### Batterie
| Pos. | Nazione          | Atleti                                   | 500 m  | Totale | Nota |
| ---- | ---------------- | ---------------------------------------- | ------ | ------ | ---- |
| 1    | Unione Sovietica | Naum Prokupets, Mikhail Zamotin          | 2'01"5 | 4'09"9 | Q    |
| 2    | Svezia           | Bernt Lindelöf, Eric Zeidlitz            | 2'03"5 | 4'10"5 | Q    |
| 3    | Germania Ovest   | Roland Kapf, Klaus Lewandowsky           | 2'04"1 | 4'11"4 | Q    |
| 4    | Messico          | Juan Martínez, Félix Altamirano          | 2'01"8 | 4'11"9 |      |
| 5    | Francia          | Bernard Bouffinier, Jean-François Millot | 2'04"1 | 4'13"1 |      |
| 6    | Cecoslovacchia   | Rudolf Pěnkava, Svatopluk Skarupský      | 2'02"7 | 4'31"3 |      |
| 7    | Stati Uniti      | William Gates, Malcolm Hickox            | 2'12"3 | 4'37"0 |      |

| Pos. | Nazione      | Atleti                                | 500 m     | Totale | Nota   |
| ---- | ------------ | ------------------------------------- | --------- | ------ | ------ |
| 1    | Romania      | Ivan Patzaichin, Serghei Covaliov     | 1'58"52   | 4'03"4 | Q      |
| 2    | Ungheria     | Tamás Wichmann, Gyula Petrikovics     | 1'58"85   | 4'04"4 | Q      |
| 3    | Germania Est | Jürgen Harpke, Helmut Wagner          | 2'07"84   | 4'21"8 | Q      |
| 4    | Bulgaria     | Ivan Valov, Aleksandar Damyanov       | 2'07"54   | 4'26"1 |        |
| 5    | Giappone     | Tetsumasa Yamaguchi, Nobuatsu Yoshino | 2'10"70   | 4'30"9 |        |
| -    | Canada       | John Wood, Scott Lee                  | [2'09"07] |        | Squal. |

### Recupero
| Pos. | Nazione        | Atleti                                   | 500 m   | Totale  | Nota |
| ---- | -------------- | ---------------------------------------- | ------- | ------- | ---- |
| 1    | Messico        | Juan Martínez, Félix Altamirano          | 2'07"01 | 4'15"01 | Q    |
| 2    | Cecoslovacchia | Rudolf Pěnkava, Svatopluk Skarupský      | 2'08"17 | 4'20"19 | Q    |
| 3    | Bulgaria       | Ivan Valov, Aleksandar Damyanov          | 2'10"96 | 4'22"17 | Q    |
| 4    | Francia        | Bernard Bouffinier, Jean-François Millot | 2'09"16 | 4'22"76 |      |
| 5    | Giappone       | Tetsumasa Yamaguchi, Nobuatsu Yoshino    | 2'09"95 | 4'29"54 |      |
| 6    | Stati Uniti    | William Gates, Malcolm Hickox            | 2'14"56 | 4'33"49 |      |

### Finale
| Pos.    | Nazione          | Atleti                              | 500 m     | Totale  | Nota   |
| ------- | ---------------- | ----------------------------------- | --------- | ------- | ------ |
| Oro     | Romania          | Ivan Patzaichin, Serghei Covaliov   | 1'57"74   | 4'07"18 |        |
| Argento | Ungheria         | Tamás Wichmann, Gyula Petrikovics   | 1'59"34   | 4'08"77 |        |
| Bronzo  | Unione Sovietica | Naum Prokupets, Mikhail Zamotin     | 2'00"35   | 4'11"30 |        |
| 4       | Messico          | Juan Martínez, Félix Altamirano     | 2'01"84   | 4'15"24 |        |
| 5       | Svezia           | Bernt Lindelöf, Eric Zeidlitz       | 2'02"72   | 4'16"60 |        |
| 6       | Germania Est     | Jürgen Harpke, Helmut Wagner        | 2'04"96   | 4'22"53 |        |
| 7       | Germania Ovest   | Roland Kapf, Klaus Lewandowsky      | 2'06"27   | 4'26"36 |        |
| 8       | Bulgaria         | Ivan Valov, Aleksandar Damyanov     | 2'09"55   | 4'26"74 |        |
| -       | Cecoslovacchia   | Rudolf Pěnkava, Svatopluk Skarupský | [2'03"95] |         | Squal. |